# S Tennis Masters Challenger 2001
L'S Tennis Masters Challenger 2001 è stato un torneo di tennis facente parte della categoria ATP Challenger Series nell'ambito dell'ATP Challenger Series 2001. Il torneo si è giocato a Graz in Austria dal 13 al 19 agosto 2001 su campi in terra rossa.

## Vincitori

### Singolare
Julian Knowle ha battuto in finale  Jurij Ščukin con il punteggio di 6–3, 6–2

### Doppio
Tim Crichton /  Todd Perry hanno battuto in finale  Shaun Rudman /  Jeff Williams con il punteggio di 6–4, 6–4